# امیل درلین زینسو
امیل درلین زینسو (انگلیسی: Émile Derlin Zinsou)؛ (زادهٔ ۲۳ مارس ۱۹۱۸ – درگذشتهٔ ۲۸ ژوئیه ۲۰۱۶) یک سیاست‌مدار اهل بنین بود. امیل درلین زینسو در ۲۸ ژوئیه ۲۰۱۶، در سن ۹۸ سالگی درگذشت.